# Balofloxacină
Balofloxacina este un antibiotic din clasa fluorochinolonelor de generația a 3-a, care este utilizată în tratamentul infecțiilor bacteriene (infecții de tract urinar) în Coreea.